# Dolní Benešov-Zábřeh
Dolní Benešov-Zábřeh – przystanek kolejowy w Beneszowie Dolnym (w dzielnicy Zábřeh), w kraju morawsko-śląskim, w Czechach. Znajduje się na wysokości 240 m n.p.m. i leży na linii kolejowej nr 317.